# Ла Юлп
Ла Юлп (на френски: La Hulpe) е селище в Централна Белгия, окръг Нивел на провинция Валонски Брабант. Населението му е около 7200 души (2006).